# Field spaniel
El Field spaniel és una raça de gos, de grandària mitjana, originària d'Anglaterra. És un dels spaniels que poden servir com a gossos de caça.

## Història
És una raça d'antic llinatge, que està emparentada amb els Cockers Spaniel, amb els quals comparteix un mateix origen. El 1892 ambdues varietats es van separar, convertint-se en races diferents.
Van ser els primers spaniels criats especialment per a exposicions. De fet, es van desenvolupar en forma coetània amb l'entrada en voga de les exhibicions de gossos. Al cap de poc de la seva introducció, es va transformar en un èxit i ràpidament es va convertir en una raça molt popular. Com la majoria dels spaniels, va començar com una raça amb un color base i tocs de blanc, no obstant això, els criadors van buscar crear un gos de color negre sòlid.
La focalització dels criadors d'aquesta raça en les exhibicions canines va conduir a la ràpida extinció del Field Spaniel original. Els gossos van ser creuats amb spaniels de Sussex i basset hounds per produir exemplars de potes curtes i de cos llarg, que en conseqüència van conduir als enormes problemes de salut en aquests. Just quan els Field Spaniels es van convertir en l'estrella del món de les exhibicions canines, començaren a emergir molts problemes genètics.
A punt d'arribar a l'extinció, els criadors començaren a treballar per restaurar al Field Spaniel a la seva antiga glòria. Amb aquest fi, se'l va creuar amb l'springer spaniel anglès, sota la supervisió del Kennel Club anglès, per augmentar el seu patrimoni genètic. Encara que el Field Spaniel va ser restaurat a la normalitat, mai ha aconseguit el mateix nivell de popularitat que va arribar a ostentar i, actualment, segueix sent una raça rara. De totes maneres, se'l considera més sovint en els cercles de l'exhibició, i en el camp, com a company de caça.
Les actuals especificacions de la raça es remunten al 1948, quan la Field Spaniel Society del Regne Unit va ser reformada i es va establir el nou estàndard pel Field Spaniel.

## Temperament
Els Field spaniel, igual que uns altres spaniels, són gossos de caça, encara que poden ser bons animals de companyia. Són gossos actius i dòcils, molt afectuosos amb els seus amos i fins i tot poden ser una mica possessius amb ells.

## Aparença
El Field spaniel és un gos mitjà, de pèl sedós no gaire llarg i d'orelles caigudes, que requereixen una cura regular.
Les femelles tenen un mida aproximada de 43 cm, mentre els mascles mesuren aproximadament 45 cm. El seu pes aproximat varia de 23 a 30 kg.

### Cap
- Crani: arrodonit.
- Musell: llarg i prim.
- Ulls: rodons i de forma ametllada. De color castany fosc.
- Orelles: llargues i amples.

### Coll
- Llarg i musculós

### Cos
- Esquena: forta i musculosa.
- Pit: tòrax profund.
- Cua: usualment tallada.

### Membres anteriors i posteriors
- Extremitats anteriors: rectes, aplanades i no gaire llargues.
- Extremitats posteriors: fortes, musculoses i no gaire llargues.
- Peus: compactes i rodons.

### Marxa
- Pas llarg i pausat.

### Pèl
- De textura sedosa, llarg i pla.
- Abundant en el pit, ventre i en la part posterior de les extremitats.

### Colors
Negre, fetge (castany vermellós fosc) o ruà. Poden tenir algunes tonalitats o marques de color foc i en alguns casos blanc.